# Stratmann (Adelsgeschlecht)

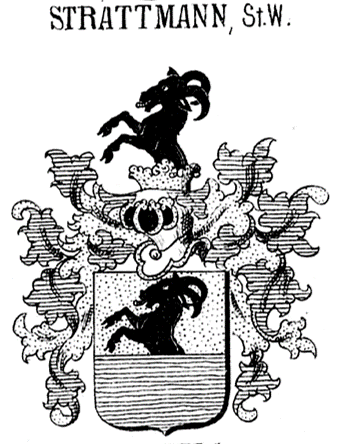
Stammwappen derer von Stratmann

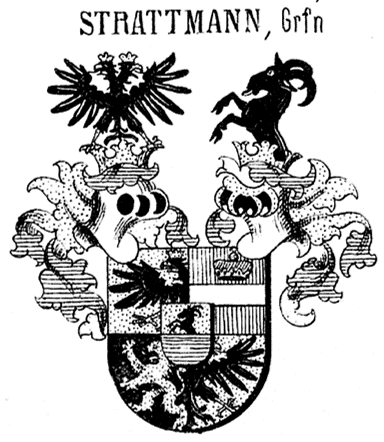
Grafenwappen derer von Stratmann

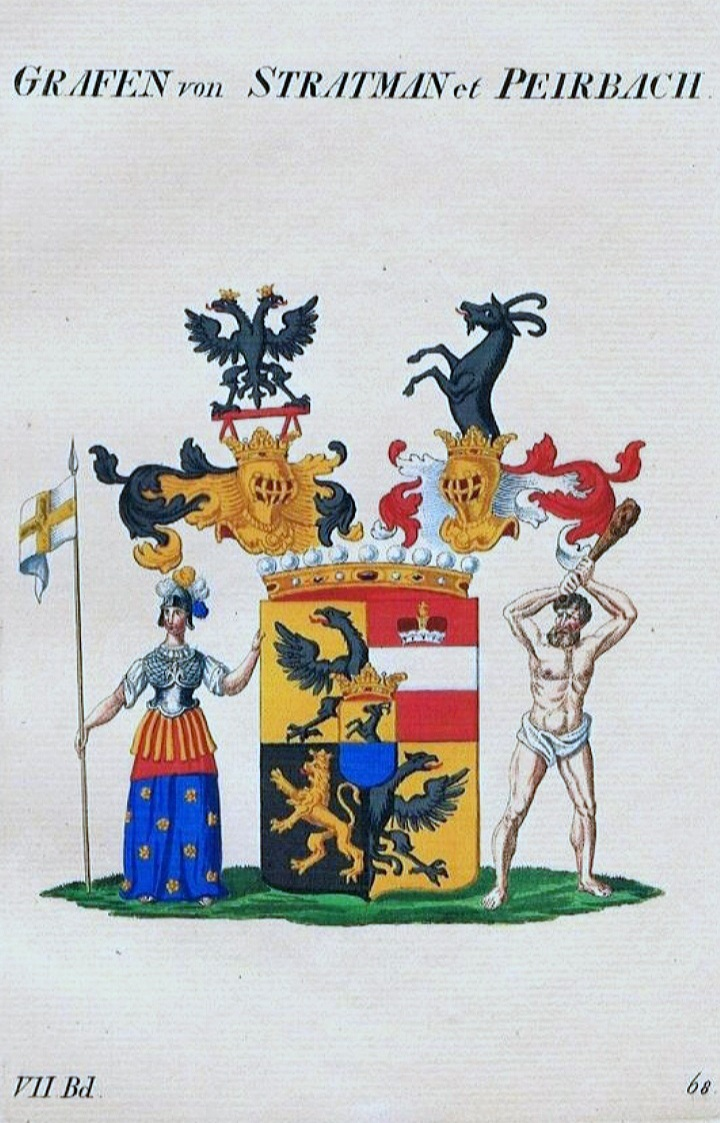
Wappen der Grafen von Stratmann und Peirbach mit Schildhaltern

Stratmann, auch Straatmann, Straetmann, Strattmann o. ä., ist der Name eines Adelsgeschlechts mit einem Klever Stammhaus.

## Geschichte
Begründet wurde die Stammreihe durch Theodor Heinrich von Stratmann (* 1637; † 1693), welcher diplomatischen Tätigkeiten unter Leopold I. nachging und von Letzterem in den Grafenstand erhoben wurde. Als Diplomat war Graf Theodor Heinrich von Stratmann an den Friedensverhandlungen in Nimwegen beteiligt. Aus seiner ersten Ehe ging Heinrich Johann Franz von Stratmann heraus, welcher später Botschafter der Niederlande war.
Das Geschlecht war in Österreich begütert und besaß in Schlesien die Minderherrschaft Freihan (Militsch), Groß- und Kein-Blese (Neumarkt). Für die Fortsetzung im Tochterstamm siehe Batthyány-Strattmann.

## Wappen
- Blasonierung des Stammwappens: Schild quergeteilt. Oben in Gold ein aufwachsender, schwarzer Ziegenbock und unten blau ohne Bild. Auf dem gekrönten Helm der Bock wachsend. Die Helmdecken sind blau-golden.[3]

- Blasonierung des Grafenwappens: Quadriert mit dem Stammwappen als Herzschild. Felder 1 und 4 in Gold ein gekrönter, schwarzer an den inneren Feldrand gelegter Adler; Feld 2 in Rot ein silberner Balken, über welchem ein Fürstenhut; Feld 3 in Schwarz ein rechtsgekehrter goldener Löwe. Zwei gekrönte Helme: I. Schwarzer Doppeladler, II. Kleinod des Stammwappens.[3]